# Turlough O'Carolan
Turlough O'Carolan (anglicisation de son nom irlandais : Toirdhealbhach Ó Cearbhalláin) est un des derniers harpistes professionnels et compositeur d'Irlande, né en 1670 près de Nobber (comté de Meath) et mort le 25 mars 1738 dans la maison de sa mécène, Mme MacDermott Roe, à Alderford (comté de Roscommon).

## Biographie

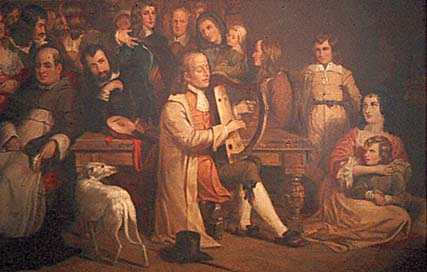
Portrait de Turlough O’Carolan, 1844.

Carolan n'est pas célèbre pour son habileté à la harpe, qu'il apprit à 18 ans, mais pour ses nombreuses compositions musicales et poétiques. Favorisées par la renaissance de la harpe celtique dans les années 1970, ces mélodies sont encore jouées aujourd'hui.
Employé à 14 ans dans la famille McDermott Roe et montrant déjà des talents de poète, le jeune homme fut pris en charge par Mme McDermott qui lui donna une éducation. À 18 ans, il devient aveugle après avoir contracté la variole. Malgré son handicap, il entame une carrière de harpiste itinérant, métier qu'il exerça pendant 50 ans jusqu'en 1738 où il revint mourir dans la maison de ses premiers maîtres, les McDermott Roe. En égard à la popularité du mort, la veillée funèbre dura 4 jours. 
O'Carolan est inhumé à Keadue.
Carolan était un homme réputé joyeux et sociable, aimant les blagues et le backgammon. Comme beaucoup de harpistes, il aimait boire et était colérique[Information douteuse].
Carolan se maria avec Mary Maguire et s'établit dans une ferme près de Mohill (comté de Leitrim). Ils eurent 6 filles et un garçon. On sait peu de chose sur eux. Après sa mort, son fils publia ses œuvres à Dublin en 1747 puis s'établit à Londres comme professeur de harpe. Une section non datée et non titrée de 23 de ses œuvres est conservée à la National Library d'Irlande. Elle est connue sous le nom de « Compositions de Carolan » ou encore « Extrait Carolan-Delaney ».

## La musique de Carolan
Musicien et poète, Carolan avait coutume d'écrire la musique avant le texte, en opposition avec la pratique habituelle en Irlande. Cependant Carolan estimait que la poésie avait toujours préséance sur la musique. Il combinait à merveille les deux grands courants musicaux de son époque, la musique classique et la musique populaire, se laissant influencer par les uns et les autres. Il intégra dans ses compositions des éléments de musique baroque inspirés de Vivaldi et de Corelli. On sait qu'il fut un grand admirateur de Geminiani qu'il rencontra presque certainement à Dublin lors de l'un des séjours du compositeur italien, en 1734 et en 1737. D'après la tradition orale, un concours de composition aurait été organisé, O'Carolan le remportant avec une pièce que l'on titra « O'Carolan's Concerto », qui n'a bien entendu de concerto que le nom.
Une seule copie de sa musique nous est restée, sous forme d'un recueil d'airs ne comportant que la ligne mélodique. On ne sait donc pas de quelle manière il accompagnait ou harmonisait ses compositions. Il écrivit de nombreux airs en hommage à ses hôtes et mécènes, qu'il nommait « planxty ». Le terme a été repris par le groupe irlandais Planxty.
Il a composé au moins 220 airs, dont beaucoup sont encore joués aujourd'hui. Son œuvre constitue donc la collection la plus complète de musique issue des plus anciennes traditions harpistes.

## Compositions
Liste complète des œuvres, par ordre alphabétique :
| - All Alive - Athlone - Banks of the Shannon - Baptist Johnston - Betty MacNeill - Betty O’Brien - Blind Mary - Brian Maguire - Bridget Cruise, 1st Air - Bridget Cruise, 2d Air - Bridget Cruise, 3rd Air - Bridget Cruise, 4th Air - Bumper Squire Jones - Bumper Squire Jones - Captain Higgins - Captain Magan - Captain O’Kane - Captain O’Neill - Captain Sudley - Carolan’s Cap - Carolan’s Concerto - Carolan’s Cottage - Carolan’s Cup - Carolan’s Devotion - Carolan’s Dowry - Carolan’s Draught - Carolan’s Dream - Carolan’s Farewell to Music - Carolan’s Favourite Jig - Carolan’s Frolic - Carolan’s Maggot - Carolan’s Quarrel with the Landlady - Carolan’s Ramble to Cashel - Carolan’s Receipt - Carolan’s Welcome - Catherine Martin - Catherine O’More - Charles O’Conor - Clergy’s Lamentation, The - Colonel Irwin - Colonel John Irwin - Colonel Manus O’Donnell - Colonel O’Hara - Conor O’Reilly - Constantine Maguire - Counsellor Dillon - Cremonea - Cuir Do Cheann Dileas - Daniel Kelly - Dark, Plaintive Youth, The - David Power - Denis O’Conor, 1st Air - Denis O’Conor, 2d Air - Dolly MacDonough - Donal O’Brien - Dr John Stafford - Dr MacMahon, Bishop of Clogher - Dr Delany - Dr John Hart, Bishop of Achonry - Dr O’Connor - Edmond MacDermott Roe - Edward Corcoran - Edward Dodwell - Eleanor Plunkett - Elevation, The - Elizabeth MacDermott Roe - Elizabeth Nugent - Faillte Na Miosc - Fairy Queen, The - Fanny Dillon - Fanny Power - Farewell to Lough Neaghe - Father Brian MacDermott Roe - Frank Palmer - General Wynne - George Brabazon, 1st Air - George Brabazon, 2d Air - George Brabazon, 2d Air - George Reynolds - Gerald Dillon - Grace Nugent - Henry MacDermott Roe, 1st Air - Henry MacDermott Roe, 2d Air - Henry MacDermott Roe, 3rd Air - Hewlett | - Honourable Thomas Burke, The - Hugh Kelly - Hugh O’Donnell - Irish Galloway Tom - Isabella Burke - James Betagh - James Crofton - James Daly - James Plunkett - John Drury, 1st Air - John Drury, 2d Air - John Jameson - John Jones - John Kelly - John MacDermott - John Moore - John Nugent - John O’Connor - John O’Reilly, 1st Air - John O’Reilly, 2d Air - John Peyton - Kean O’Hara, 1st Air - Kean O’Hara, 2d Air - Kean O’Hara, 3rd Air - Kitty Magennis - Lady Athenry - Lady Blaney - Lady Dillon - Lady Dillon - Lady Gethin - Lady Laetitia Burke - Lady St. John - Lady Wrixon - Lament for Charles MacCabe - Lament for Owen O’Rourke - Lament for Owen Roe O’Neill - Lament for Sir Ulick Burke - Lament for Terence MacDonough - Lamentation of Ireland, The - Landlady, The - Loftus Jones - Lord Dillon - Lord Galway’s Lamentation - Lord Inchiquin - Lord Louth - Lord Massereene - Luke Dillon - Mabel Kelly - Major Shanly - Margaret Malone - Mary O’Neill - Maurice O’Connor, 1st Air - Maurice O’Connor, 2d Air - Maurice O’Connor, 3rd Air - Merry Maids of Connaught, The - Mervyn Pratt - Michael O’Connor, 1st Air - Michael O’Connor, 2d Air - Miss Crofton - Miss Fetherston - Miss Goulding - Miss MacDermott - Miss MacMurray - Miss Murphy - Miss Noble - Morgan Magan - Mr Malone - Mr O’Connor - Mr Waller - Mrs Anne MacDermott Roe - Mrs Bermingham, 1st Air - Mrs Bermingham, 2d Air - Mrs Cole - Mrs Costello - Mrs Crofton - Mrs Delany - Mrs Edwards - Mrs Fallon - Mrs Farrell - Mrs Garvey, 1st Air - Mrs Garvey, 2d Air - Mrs Harwood - Mrs Judge - Mrs Kell - Mrs MacDermott Roe | - Mrs Maxwell, 1st Air - Mrs Maxwell, 2d Air - Mrs Nugent - Mrs O’Connor - Mrs O’Conor - Mrs O’Neill of Carlane - Mrs O’Neill - Mrs O’Rourke - Mrs Power - Mrs Power - Mrs Sterling - Mrs Waller - Nancy Cooper, 1st Air - Nancy Cooper, 2d Air - O’Briens of Clare - O’Flinn - O’Reilly of Athcarne - O’Rourke’s Feast, The - Ode to Whiskey - One Bottle More - Owen O’Rourke - Patrick Kelly - Peggy Morton - Planxty Burke - Planxty Crilly - Planxty Drew - Planxty Hewlett - Planxty Irwin - Planxty Kelly - Planxty O’Rourke, 1st Air - Planxty O’Rourke, 2d Air - Planxty Plunkett - Planxty Sweeney - Planxty Wilkinson - Port Gordon - Princess Royal, The - Richard Cusack - Righin Aluin Aribhinn Og - Robert Hawkes - Robert Jordan - Seas are Deep, The - Separation of Soul and Body - Sheebeg and Sheemore - Sidh Beag Agus Sidh Mor - Sir Arthur Shaen - Sir Charles Coote - Sir Edward Crofton - Sir Festus Burke - Sir Ulick Burke - Sorridh Leat a Naomhaig - Squire Parsons - Squire Wood’s Lamentation on the Refusal of his Halfpence - Susanna Kelly - The South Wind - Thomas Burke - Thomas Judge - Thomas Leixlip the Proud - Thomas Morres Jones - Tobias Peyton - Two William Davises, The - Uillagan Dubh O - Variations on the Scottish Air « Cock up your Beaver » - Variations on the Scottish Air « When She Cam Ben » - William Eccles - William Ward |  |